# Hans Höhne
Hans Höhne (* 7. Januar 1921) ist ein ehemaliger deutscher Fußballspieler. Von 1949 bis 1952 spielte er für die BSG Waggonbau/Motor Dessau in der höchsten Fußball-Liga des DDR-Fußballs. 1949 wurde er mit der BSG Waggonbau DDR-Pokalsieger. 

## Sportliche Laufbahn
Die Betriebssportgemeinschaft (BSG) Waggonbau Dessau verpasste 1949 als Zweiter der Landesklasse Süd in Sachsen-Anhalt die Teilnahme an der Endrunde um die  Ostzonenmeisterschaft. Umso erfolgreicher war ihr Auftreten im Wettbewerb um den ostzonalen FDGB-Fußballpokal. Die Mannschaft erreichte das Endspiel, in dem sie am 28. August 1949 Gera-Süd mit 1:0 besiegte. Für Dessau wirkte auf der Position des rechten Verteidigers der 28-jährige Hans Höhne mit, der bereits für den BSG-Vorgänger SG Dessau-Nord gespielt hatte. Mit dem Pokalgewinn qualifizierte sich die BSG Waggonbau für die erstmals ausgetragene ostdeutsche Zonenliga (später DS-Liga, DDR-Oberliga) zur Ermittlung des Zonenmeisters 1949/50. Da im Laufe der Saison die DDR gegründet wurde, stand am Saisonende der erste DDR-Fußballmeister (ZSG Horch Zwickau) fest. Die BSG Waggonbau nannte sich während der Saison in BSG Motor Dessau um und erreichte den dritten Platz. Höhne bestritt als Abwehrspieler alle 26 Ligaspiele. Als zur Saison 1950/51 DDR-weit eine zweite Fußball-Liga eingeführt wurde, bekam die Meisterschaftsliga die Bezeichnung Oberliga. Zunächst gehörte Höhne wieder zur Stamm-Mannschaft der Dessauer, im Winter verringerten sich aber seine Punktspieleinsätze, und in der Rückrunde der Saison wurde er nur noch in drei Oberligaspielen aufgeboten. In der Spielzeit 1951/52 gehörte Höhne zwar noch zum Spieleraufgebot der BSG Motor, bestritt aber nur noch im September 1951 und zu Saisonende 1952 insgesamt drei Punktspiele. Danach beendete er 31-jährig seine Laufbahn in der Fußballoberliga. Innerhalb von drei Spielzeiten war er auf 48 Einsätze in der höchsten ostdeutschen Fußballklasse gekommen, als defensiv aufgebotener Spieler kam er aber zu keinem Torerfolg.